# Rio Rico Southeast
Rio Rico Southeast és una concentració de població designada pel cens dels Estats Units a l'estat d'Arizona. Segons el cens del 2000 tenia 1.590 habitants.

## Demografia
Segons el cens del 2000, Rio Rico Southeast tenia 1.590 habitants, 415 habitatges, i 385 famílies La densitat de població era de 55,5 habitants/km².
Dels 415 habitatges en un 68,4% hi vivien nens de menys de 18 anys, en un 80% hi vivien parelles casades, en un 8,2% dones solteres, i en un 7% no eren unitats familiars. En el 5,5% dels habitatges hi vivien persones soles l'1% de les quals corresponia a persones de 65 anys o més que vivien soles. El nombre mitjà de persones vivint en cada habitatge era de 3,83 i el nombre mitjà de persones que vivien en cada família era de 3,96.
Per edats la població es repartia de la següent manera: un 40,2% tenia menys de 18 anys, un 7,7% entre 18 i 24, un 32,8% entre 25 i 44, un 14,6% de 45 a 60 i un 4,7% 65 anys o més.
L'edat mediana era de 27 anys. Per cada 100 dones de 18 o més anys hi havia 90,2 homes.
La renda mediana per habitatge era de 32.431 $ i la renda mediana per família de 33.171 $. Els homes tenien una renda mediana de 30.263 $ mentre que les dones 24.063 $. La renda per capita de la població era de 10.850 $. Aproximadament el 13,9% de les famílies i el 12,7% de la població estaven per davall del llindar de pobresa.

## Poblacions més properes
El següent diagrama mostra les poblacions més properes.